# AlphaTauri AT03
El AlphaTauri AT03 fue un monoplaza de Fórmula 1 diseñado por Scuderia AlphaTauri para competir en la temporada 2022. Fue conducido por Pierre Gasly y Yuki Tsunoda.
El chasis fue anunciado el 12 de enero de 2022, y presentado oficialmente el 14 de febrero. El motor es suministrado por Red Bull Powertrains, que se hace cargo del programa de motores Honda.

## Resultados
(Clave) (negrita indica pole position) (cursiva indica vuelta rápida)

| Año     | Motor                      | Neu. | N.º | Pilotos      | 1   | 2   | 3   | 4   | 5   | 6   | 7   | 8   | 9   | 10  | 11  | 12  | 13  | 14  | 15  | 16  | 17  | 18  | 19  | 20  | 21  | 22  | Puntos | Pos. |
| ------- | -------------------------- | ---- | --- | ------------ | --- | --- | --- | --- | --- | --- | --- | --- | --- | --- | --- | --- | --- | --- | --- | --- | --- | --- | --- | --- | --- | --- | ------ | ---- |
| 2022    | Red Bull RBPTH001 V6 Turbo | P    |     |              | BHR | ARA | AUS | EMI | MIA | ESP | MON | AZE | CAN | GBR | AUT | FRA | HUN | BEL | NED | ITA | SIN | JPN | USA | MEX | SÃO | ABU | 35     | 9.º  |
| 2022    | Red Bull RBPTH001 V6 Turbo | P    | 10  | Pierre Gasly | Ret | 8   | 9   | 12  | Ret | 13  | 11  | 5   | 14  | Ret | 15  | 12  | 12  | 9   | 11  | 8   | 10  | 18  | 14  | 11  | 14  | 14  | 35     | 9.º  |
| 2022    | Red Bull RBPTH001 V6 Turbo | P    | 22  | Yuki Tsunoda | 8   | DNS | 15  | 7   | 12  | 10  | 17  | 13  | Ret | 14  | 16  | Ret | 19  | 13  | Ret | 14  | Ret | 13  | 10  | Ret | 17  | 11  | 35     | 9.º  |
| Fuente: |                            |      |     |              |     |     |     |     |     |     |     |     |     |     |     |     |     |     |     |     |     |     |     |     |     |     |        |      |